# A California Love Story
A California Love Story è un cortometraggio muto del 1911 diretto da Allan Dwan. Prodotto dalla Flying A, il film aveva come interpreti J. Warren Kerrigan, Pauline Bush, Dot Farley.

## Trama
Pequita, una ragazza messicana accolta in una missione cattolica, vi conosce Melton Porter, un pittore che comincia a corteggiarla. All’inizio la ragazza è ritrosa ma finisce per fidarsi dello straniero. Lui, però, la seduce ma poi non vuole prendersi con lei alcuna responsabilità. Quando Pequita confessa il proprio peccato al frate, questi le consiglia di parlare con sua madre, ma il colloquio tra le due donne viene spiato da Manuel, il fratello, che decide di vendicare Pequita.  Dopo averla seguita, quando lei si incontra un'ultima volta con Porter, questi, ancora una volta, rifiuta di fare il proprio dovere. Lasciato solo sulla scogliera, il seduttore viene colpito da una pallottola sparatagli da Manuel. Gravemente ferito, viene raccolto dai frati che lo curano. Pequita, con il cuore spezzato, si consola alla notizia che l'amato vivrà. Ormai convalescente, Porter riflette sulle sue azioni, decidendo di espiare. Dopo che il padre li ha uniti in matrimonio, Porter e Pequita, insieme, si mettono in cammino.

## Produzione
Il film fu prodotto dalla Flying A (American Film Manufacturing Company).

## Distribuzione
Distribuito dalla Motion Picture Distributors and Sales Company, il film - un cortometraggio della lunghezza di 252,38 metri - uscì nelle sale cinematografiche degli Stati Uniti il 1º maggio 1911. Nelle proiezioni, veniva programmato con il sistema dello split reel, accorpato in un'unica bobina con un altro cortometraggio prodotto dalla Flying A, il documentario United States Cavalry Drill.